# Chinique
Chinique – miasto w środkowo-zachodniej Gwatemali, w Kordylierach, w departamencie El Quiché, leżące w odległości 17 km na wschód od stolicy departamentu Santa Cruz del Quiché, w górach Sierra Madre de Chiapas. Według danych szacunkowych w 2012 roku liczba ludności miasta wyniosła 4119 mieszkańców.
Jest siedzibą władz gminy o tej samej nazwie, która w 2012 roku liczyła 10 826 mieszkańców. Gmina jest bardzo mała, a jej powierzchnia obejmuje zaledwie 41 km².